# Wolfs (film, 2024)
Pour les articles homonymes, voir Wolfs.
Pour plus de détails, voir Fiche technique et Distribution.
Wolfs ou Loups au Québec est un thriller doublé d'une comédie américain écrit et réalisé par Jon Watts et sorti en 2024.
Il met en scène Brad Pitt et George Clooney dans les rôles principaux. Ils incarnent deux « nettoyeurs » qui se retrouvent obligés de travailler ensemble après avoir été chargés de la même mission. Le film est présenté hors compétition à la Mostra de Venise 2024. Il connaît ensuite une sortie limitée dans les salles de certains pays avant sa diffusion mondiale sur la plateforme Apple TV+.

## Synopsis
Margaret, procureure du district de Manhattan, panique après qu'un jeune homme qu'elle a rencontré au bar de l'hôtel, est mort accidentellement dans la suite qu'elle occupe. Elle appelle alors un numéro qui lui a été donné par une personne de confiance pour gérer une telle urgence et s'assure les services d'un professionnel anonyme, un « nettoyeur ». Ce dernier arrive pour la débarrasser du cadavre du jeune homme, tombé à travers un chariot à boissons en verre en sautant sur le lit. Alors qu'il commence à nettoyer la scène, lui et Margaret sont interrompus par un autre nettoyeur anonyme, plus jeune, envoyé par Pam, la mystérieuse propriétaire de l'hôtel. Celle-ci a tout vu via des caméras cachées dans la suite. Pour protéger la réputation de l'hôtel et la carrière de Margaret, les deux femmes convainquent les deux hommes de travailler ensemble.
Ils refusent d'abord de s'associer, mais Margaret rappelle au premier qu'il est désormais sur les images de surveillance. Ils unissent donc leurs forces, malgré eux, fournissant un alibi à Margaret. Ils lui procurent des vêtements propres (les siens sont plein de sang) et la renvoient chez elle. Alors qu'ils nettoient la suite, l'un d'eux trouve une grande quantité d’héroïne dans le sac de la victime. Pam les rappelle et leur ordonne de la restituer à ses propriétaires pour s'éviter de nouveaux ennuis. L'homme appelé par Margaret déplace habilement le corps jusqu'à sa voiture à l'aide d'un chariot à bagages, sous les quolibets de l'autre. Dans le parking souterrain, ils s'aperçoivent que le jeune homme est toujours en vie, il a « juste » fait une overdose.
En assommant le jeune homme dans le coffre, les deux nettoyeurs soupçonnent que la drogue fait partie d'une cargaison récemment volée à la mafia albanaise. Ils amènent la victime à June, une femme médecin du quartier chinois opérant de manière clandestine, qui a une histoire avec les deux. Finalement réveillé, le jeune homme, en sous-vêtements, parvient à s'échapper. Ils le poursuivent à travers la ville, réussissent à le dégriser avec des pilules de June puis l'interrogent dans un hôtel miteux. Le jeune homme explique qu'il a accepté de livrer la drogue pour rendre service à son ami Diego qui venait de perdre sa mère, mais qu'il a été invité dans la chambre de Margaret et qu'il a pris un peu de drogue sur un coup de tête. L'adresse de livraison doit être envoyé sur un pager appartenant à Diego et situé dans une discothèque. Les deux nettoyeurs sont cependant réticents à l'idée d'entrer dans le club car ils ont peur d'être reconnus par le propriétaire des lieux, le mafieux croate Dimitri.
Dans le club, le jeune homme s'empare du pager tandis que les deux nettoyeurs se retrouvent happés par un kolo de mariage. Ils sont alors reconnus par Dimitri et se sauvent en faisant croire qu'ils ne travaillent pas ensemble. Cependant, le garde du corps de Dimitri comprend la supercherie. Planqués dans un restaurant, les nettoyeurs déduisent que Lagrange a probablement volé la cargaison des Albanais et que le jeune homme est en train d'être piégé. Bien que les nettoyeurs s'attendent à ce que celui-ci soit tué, ils acceptent de le laisser effectuer la livraison, après que l'adresse soit enfin arrivée sur le pager.
Ils regardent le jeune homme entrer dans l'entrepôt de Lagrange, alors que les Albanais tendent une embuscade. Les deux nettoyeurs se font tirer dessus par les hommes de Dimitri. Ils abattent finalement leurs agresseurs et pénètrent à l'intérieur, où les hommes de Lagrange et les Albanais se sont violemment entre-tués. Le jeune homme a cependant survécu, caché dans un coffre de voiture. Les nettoyeurs se préparent à le tuer pour cacher leur implication dans cette affaire, mais changent d'avis à la dernière seconde, le coup de feu tiré à côté explose un paquet d'héroïne, révélant un traqueur dissimulé au cœur de la drogue. En le raccompagnant chez lui en métro, ils menacent de tuer son père s'il ne garde pas le silence sur tout cet incident.
Les deux nettoyeurs prennent ensuite un petit-déjeuner dans un restaurant de Brighton Beach. Ils semblent s'être finalement liés d'amitié grâce à leurs nombreux points communs. L'homme engagé par Margaret demande comment Pam a convaincu l'autre nettoyeur de travailler avec lui. Ils réalisent alors que c'est la même personne qui les emploie. Ils repassent tous les événements de la nuit et concluent que leur employeur a tout orchestré pour les éliminer. Alors que des tueurs à gages attendent dehors, les nettoyeurs se promettent de se révéler leur nom s'ils en sortent vivants ; puis ouvrent le feu.

## Fiche technique
Sauf indication contraire, les informations mentionnées dans cette section peuvent être confirmées par la base de données cinématographiques IMDb,  présente dans la section « Liens externes ».
- Titre original et français : Wolfs
- Titre québécois : Loups[3]
- Titre provisoire : Wolves
- Réalisation et scénario : Jon Watts
- Musique : Theodore Shapiro
- Directeur artistique : Andrew Max Cahn
- Décors : Jade Healy
- Costumes : Amy Westcott
- Photographie : Larkin Seiple
- Montage : Andrew Weisblum
- Producteurs : George Clooney, Grant Heslov, Brad Pitt, Dede Gardner, Dianne McGunigle, Jeremy Kleiner et Jon Watts
  - Producteur délégué : Michael Beugg
- Sociétés de production : Apple Original Films, Smokehouse et Plan B Entertainment
- Société de distribution : Apple TV+ (vidéo à la demande), Columbia Pictures (cinéma)
- Pays de production :  États-Unis
- Langue originale : anglais
- Format : couleur - 2.35:1
- Genre : thriller, action
- Durée : 108 minutes
- Dates de sortie[4] : 
  - Italie : 1er septembre 2024 (Mostra de Venise)
  - États-Unis : 20 septembre 2024 (sortie limitée en salles)
  - Monde : 27 septembre 2024 (Apple TV+)

## Distribution
- George Clooney (VF : Samuel Labarthe ; VQ : Daniel Picard) : l'homme engagé par Margaret (crédité Margaret's Man au générique)
- Brad Pitt (VF : Jean-Pierre Michaël ; VQ : Alain Zouvi) : l'homme engagé par Pam (crédité Pam's Man au générique)
- Austin Abrams (VF : Julien Crampon ; VQ : Louis-Philippe Berthiaume) : le jeune homme (crédité The Kid au générique)
- Amy Ryan (VF : Micky Sébastian ; VQ : Mélanie Laberge) : Margaret
- Poorna Jagannathan (VF : Marie Zidi ; VQ : Sarah Desjeunes) : June
- Zlatko Burić (VF : Julian Negulesco) : Dimitri
- Richard Kind (VF : Patrice Dozier) : le père du jeune homme
- Frances McDormand (VF : Sylvia Bergé ; VQ : Manon Arsenault) : Pamela Dowd-Henry (voix)
- Rob Riddell : le détective
- Irina Dubova
- Linda Carola : la femme turque qui chante

 Source et légende : version française (VF) sur RS Doublage ; version québécoise (VQ) sur Doublage.qc.ca

## Production
En septembre 2021, il est annoncé que Jon Watts va réaliser un film dont il est également le scénariste, avec George Clooney et Brad Pitt comme acteurs principaux et producteurs. Apple TV+ en acquiert les droits, alors que d'autres studios et sociétés comme Sony Pictures, Lionsgate, Annapurna Pictures, Metro-Goldwyn-Mayer, Universal Pictures, Warner Bros., Netflix et Amazon Studios étaient en concurrence.
La production démarre à New York en janvier 2023. L'actrice Amy Ryan rejoint alors le projet. Il est alors révélé que le titre sera Wolves,. En février 2023, Austin Abrams et Poorna Jagannathan rejoignent la distribution,.
Le tournage débute en janvier 2023 à New York. George Clooney et Brad Pitt sont aperçus sur le tournage à Harlem et Brooklyn,. Les prises de vues sont stoppées en juillet 2023 en raison de la grève SAG-AFTRA.

## Accueil

### Sortie
Tout comme pour Napoléon (2023), Apple signe un accord avec Sony Pictures Releasing pour distribuer le film au cinéma. En décembre 2023, il est annoncé qu'il sortira dans les salles américaines le 20 septembre 2024. En juillet 2024, il est annoncé que le film sera présenté en avant-première à la Mostra de Venise 2024. En août 2024, Apple change de stratégie et annule la sortie à grande échelle du film en salles pour une sortie plus limitée, avant une diffusion une semaine plus tard sur sa plateforme.
Un temps annoncée au cinéma en France pour le 18 septembre 2024, le film ne sera finalement disponible que sur Apple TV+.

### Accueil critique
Sur le site d'agrégation de critiques Rotten Tomatoes, le film obtient 69% d'avis favorables, pour 131 critiques et une note moyenne de 6⁄10. Le consensus suivant résumé les avis collectés : « Le pouvoir de star professionnelle de George Clooney et Brad Pitt donne du fil à retordre à Wolfs même lorsqu'il parcourt les clichés du genre fixer, ce qui en fait un retour en arrière agréable et astucieux. » Sur le site Metacritic, qui utilise une moyenne pondérée, le film obtient la note de 60⁄100 pour 51 critiques.

## Projet de suite
En décembre 2023, avant même la sortie du film, une suite est évoquée. Le projet est officiellement confirmé en août 2024.
Cependant, en novembre 2024, le réalisateur Jon Watts déclare refuser de revenir pour le second film, en raison de désaccord avec Apple Studios sur la sortie du premier opus :

« J'ai montré à Apple le montage final de Wolfs au début de l'année. Ils ont été extrêmement enthousiastes et m'ont immédiatement demandé de commencer à écrire une suite. Mais leur changement de dernière minute, d'une sortie en salles à une sortie en streaming, a été une surprise totale et s'est fait sans aucune explication ni discussion. Je n'en ai été informé que moins d'une semaine avant qu'ils ne l'annoncent au monde entier. J'ai été complètement choqué et je leur ai demandé de ne pas annoncer que j'écrivais une suite. Ils ont ignoré ma demande et l'ont quand même annoncé dans leur communiqué de presse, apparemment pour donner une tournure positive à leur virage vers le streaming. Je ne voulais pas en parler parce que j'étais fier du film et que je ne voulais pas générer une presse négative inutile. [...] Apple n'a pas annulé la suite de Wolfs, c'est moi qui l'ai fait, parce que je ne leur faisais plus confiance en tant que partenaire créatif. »

— Jon Watts, Deadline.com (novembre 2024)